# 土佐光起

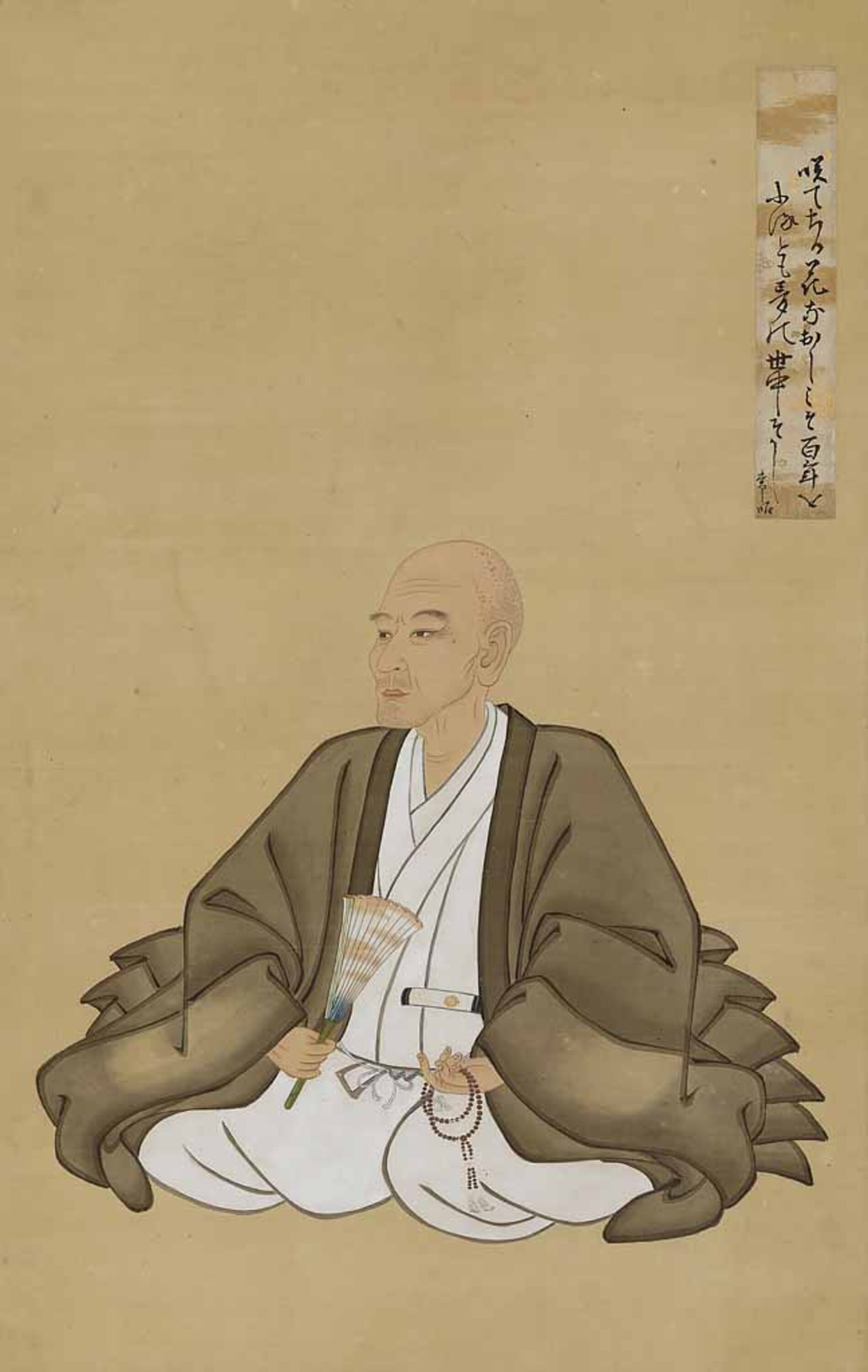
土佐光成筆土佐光起像（京都国立博物館所蔵）

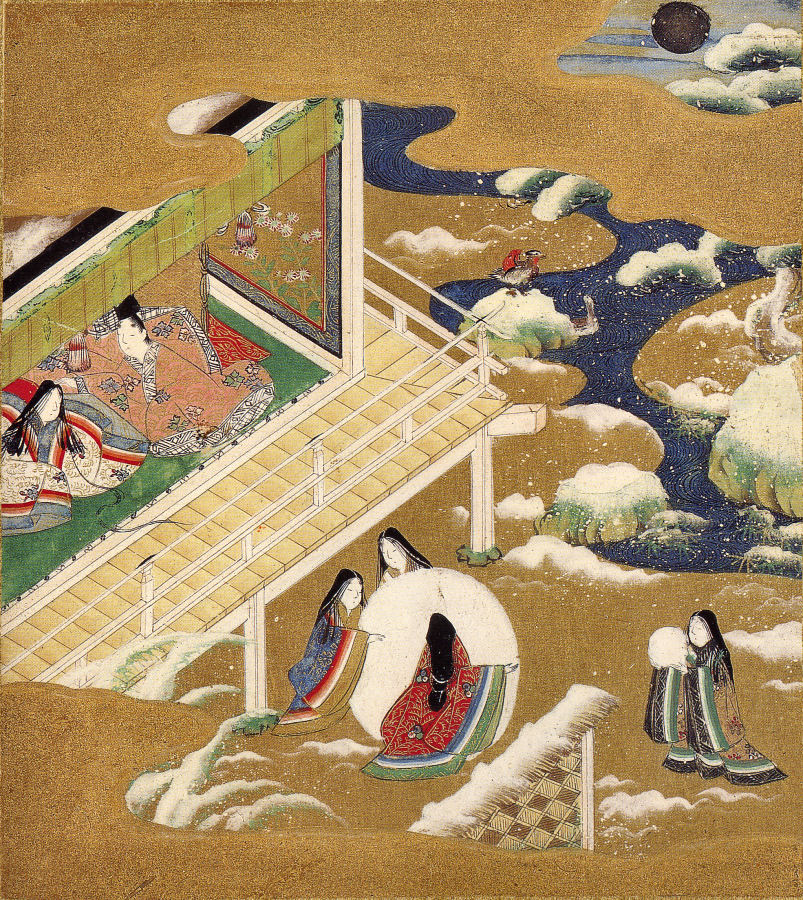
源氏物語絵巻、二十帖『朝顔』、バーク・コレクション

土佐 光起（とさ みつおき、元和3年10月23日（1617年11月21日）-元禄4年9月25日（1691年11月14日））は、江戸時代の土佐派を代表する絵師。和泉国堺出身。父は土佐光則。本姓は藤原、幼名は藤満丸。住吉如慶は父の門人（叔父説あり）。子は土佐光成、土佐光親。

## 略伝

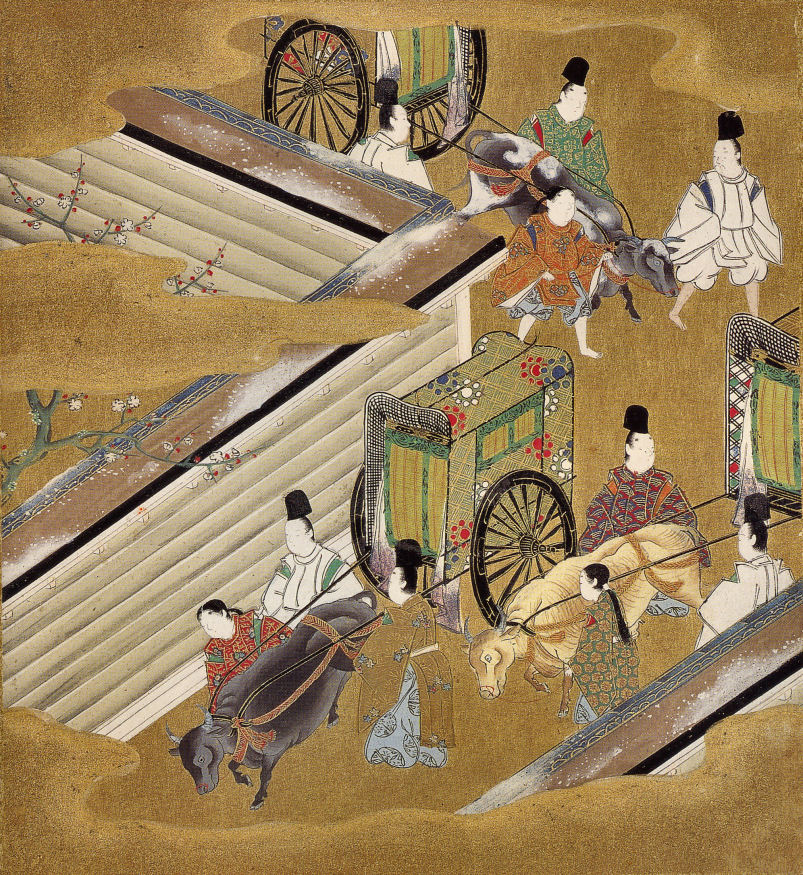
源氏物語絵巻、四十二帖『匂宮』、バーク・コレクション

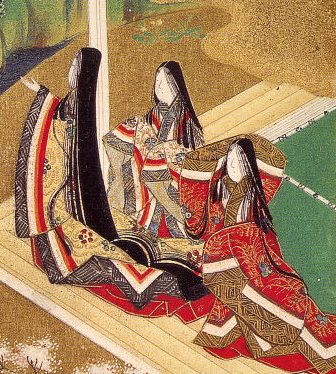
源氏物語絵巻、五帖『若紫』、バーク・コレクション

寛永11年（1634年）18歳で父に従い京都に移り、承応3年（1654年）38歳で従五位下・左近衛将監に叙任されるが、この時に永禄12年（1569年）の土佐光元戦死以来失われた朝廷の絵所預職に85年ぶりに復帰したと考えられる。この職を取り戻すのは土佐家の悲願であり、光起を「土佐家中興の祖」と呼ぶのもこれ故である。同年からの承応度京都御所造営では如慶と共に参加し、襖絵や杉戸絵を制作した。後水尾天皇の覚えがめでたく、光起は改めて自邸に絵所の称号を勅許され、「勅許画院」の印象を用いるのを許可された。のちの延宝9年（1681年）息子・光成に絵所預の職を譲り、5月29日に法橋となり剃髪、法名を常昭とし、春可軒と号す。貞享2年（1685年）には法眼となった。元禄4年（1691年）、京都で没。享年75。法名は寿光院霊誉常照居士。墓所は知恩寺。容貌は祖父・土佐光吉に似ていたといい、子の光成による肖像画が残る（京都国立博物館蔵）。
大和絵の主流だった土佐派にあきたらず、ライバルの狩野派や宋元画を学び、従来の温雅なやまと絵に克明な写生描法を取り入れ、江戸時代の土佐派様式を確立した。特に南宋の院体画家李安忠の「鶉図」（国宝。現在は根津美術館蔵）を父譲りの細密描法を用いてしばしば描き、後の土佐派の絵師たちに描き継がれている。江戸中期の国学者、有職故実家である橋本経亮は著書『梅窓筆記』（享和元年（1801年））で、光起の鶉の絵に猫が飛びかかったという伝承を記している。また画題の面でも、風俗画や草木図などそれまで土佐派が描かなかった題材を取り上げ、清新な画風を作り出し、土佐派の再興に成功した。

## 『本朝画法大伝』
死の前年にあたる元禄3年（1690年）に『本朝画法大伝』を書き残す。この中で光起は、この本はそれまで口伝であった土佐家伝来の秘伝を誤って伝えられるのを恐れて著したが、決して人に渡してはならないと堅く戒めている。内容は中国の画論にしばしば見かける、画の六法、三品、十二忌といった説明から、様々な技法、筆や顔料の事などきわめて実践的な記述が多い。光起は土佐派の特質を「異国（中国）の画は文の如く、本朝（日本）の画は詩の如し」と評している。また、狩野派を鋭く批判する声が聞かれる一方で、粉本主義が明白に打ち出されており、同時代の狩野派と類似した体質が指摘できる。

## 代表作
| 作品名                     | 技法                       | 形状・員数     | 寸法（縦x横cm）                                    | 落款                               | 印章                   | 年代                             | 所有者                              | 指定             | 備考                     |
| -------------------------- | -------------------------- | -------------- | -------------------------------------------------- | ---------------------------------- | ---------------------- | -------------------------------- | ----------------------------------- | ---------------- | ------------------------ |
| 石山寺縁起絵巻模本         |                            | 4巻            |                                                    |                                    |                        | 1655年（明暦元年）頃             | 石山寺                              |                  |                          |
| 十二ヶ月歌意図巻           | 絹本著色                   | 2巻            | 上巻 29.0x665.0 下巻 29.0x663.5                    |                                    |                        | 1664-68年（寛文4-8年）頃         | 東京国立博物館                      |                  |                          |
| 山崎闇斎両親象             | 絹本著色                   | 1幅            | 49.4x76.8                                          | 「土佐光信五代孫左近衛将監光起圖」 | 「藤原」朱文方印       | 1670年2月14日（寛文9年12月24日） | 個人                                |                  | 山崎闇斎賛               |
| 北条氏長像                 | 紙本著色                   | 1幅            | 127.2x56.4                                         |                                    |                        | 1670年（寛文10年）               | デトロイト美術館                    |                  | 琢玄宗璋賛               |
| 北条五代画像               |                            |                |                                                    |                                    |                        | 1670年（寛文10年）頃             | 早雲寺                              | 箱根町指定文化財 | 琢玄宗璋賛               |
| 束帯天神図                 | 絹本著色                   | 1幅            |                                                    | 「土佐将監光起筆」                 |                        | 1673年（寛文13年）               | 常盤山文庫                          |                  | 高泉性潡賛               |
| 徒然草絵巻                 | 絹本著色                   | 1巻            | 26.3x510.3                                         |                                    |                        | 1675年（延宝3年12月）            | 個人                                |                  | [ 注釈 2 ]               |
| 独照性円像                 |                            |                |                                                    |                                    |                        | 1679年（延宝7年）                | 東京国立博物館                      |                  | 自賛                     |
| 北野天神縁起絵巻           | 紙本著色                   | 3巻            |                                                    |                                    |                        | 1685年 - 1691年                  | 北野天満宮                          | 重要文化財       |                          |
| 立花宗茂像                 | 絹本著色                   | 1幅            |                                                    | 「土佐法眼常昭筆」                 | 「光起之印」白文方印   | 1688年（貞享5年）賛              | 京都・大慈院                        | 京都市指定文化財 | [ 注釈 3 ]               |
| 悲田院障壁画               | 紙本墨画著色               | 34面           |                                                    |                                    |                        | 1688年（貞享5年、元禄元年）      | 京都・悲田院                        |                  |                          |
| 上杉謙信・武田信玄像       |                            |                |                                                    |                                    |                        | 1688年（貞享5年、元禄元年）      | 山梨県立博物館                      |                  |                          |
| 釈迦三尊像                 |                            |                |                                                    |                                    |                        | 1689年（元禄2年）                | 宝樹寺                              |                  | 須弥壇裏壁画             |
| 大寺縁起絵巻               | 紙本著色                   | 3巻            | 上巻 35.0x2300.5 中巻 35.0x2407.5 下巻 35.0x2144.5 |                                    |                        | 1690年頃                         | 開口神社（大阪市立美術館寄託）      | 重要文化財       | [ 注釈 4 ]               |
| 源氏物語絵巻「末摘花」     | 紙本著色                   | 1巻            |                                                    |                                    |                        |                                  | 石山寺                              | 重要文化財       | 伝土佐光起作             |
| 厳島・松島図屏風           | 紙本著色                   | 六曲一双       | 122.1x366.6                                        |                                    |                        |                                  | 徳川美術館                          | 重要美術品       |                          |
| 柿本人麻呂像               | 絹本著色                   | 1幅            |                                                    |                                    |                        |                                  | 個人                                | 重要美術品       |                          |
| 粟穂鶉図屏風               | 紙本著色                   | 八曲一双       |                                                    |                                    |                        |                                  | 個人                                | 重要美術品       |                          |
| 朝議図屏風                 |                            |                |                                                    |                                    |                        |                                  | 茶道資料館                          |                  |                          |
| 春秋花鳥図                 | 紙本金地著色               | 六曲一双       | 156.8x366.8（各）                                  | 款記「土佐左近近衛将監光起筆」     | 「藤原」朱文方印       |                                  | 兵庫県立美術館西宮頴川分館          |                  |                          |
| 須磨・宇治図屏風           | 紙本著色                   | 六曲一双       |                                                    |                                    |                        |                                  | 堺市博物館                          |                  |                          |
| 源氏物語図屏風             | 紙本金地著色               | 六曲一双       | 140.8x345.2（各）                                  |                                    |                        |                                  | 福岡市美術館                        |                  |                          |
| 磯千鳥図屏風               | 紙本金地著色               | 六曲一双       |                                                    | 両隻に「土佐将監光起」             | 印文不明印章           |                                  | 福岡市美術館                        |                  | 黒田家伝来               |
| 吉野桜図                   | 紙本金地著色               | 六曲一双       |                                                    | 両隻に「土佐将監光起筆」           | 「光起」朱文六角六脚印 |                                  | ジョン・C・ウェーバー・コレクション |                  |                          |
| 豊臣秀吉像                 | 絹本著色                   | 1幅            | 75.2x31.5                                          | 「土佐左近将監光起筆」             | 「光起」朱文六角六脚印 |                                  | 太陽コレクション                    |                  |                          |
| 酒折宮連歌図（日本武尊像） |                            | 1幅            |                                                    | 「土佐左近将監光起筆」             | 「光起」白文方印       |                                  | 山梨県立博物館                      |                  |                          |
| 源氏物語図屏風             | 紙本著色                   | 六曲一双       | 100.7x286.0（各）                                  |                                    |                        |                                  | 東京国立博物館                      |                  | [ 注釈 6 ]               |
| 屋島宇治川合戦図屏風       | 紙本著色                   | 六曲一双       | 155.1x365.4（各）                                  |                                    |                        |                                  | 東京国立博物館                      |                  |                          |
| 女房三十六歌仙図屏風       | 紙本著色                   | 六曲一双押絵貼 | 本間屏風                                           | 「土佐左近将監光起筆」             |                        |                                  | 東京国立博物館寄託                  |                  | 書は寄合書き             |
| 三十六歌仙画帖             | 絹本著色（和歌は紙本墨書） | 1帖            | 17.5x15.4（各）                                    |                                    |                        |                                  | 東京藝術大学大学美術館              |                  |                          |
| 女房三十六歌仙画帖         | 絹本著色                   |                |                                                    |                                    |                        |                                  | 三井記念美術館                      |                  |                          |
| 百人一首手鑑               |                            |                |                                                    |                                    |                        |                                  | 林原美術館                          |                  |                          |
| 徒然草図屏風               | 紙本著色                   | 六曲一双       |                                                    |                                    |                        |                                  | 個人                                |                  | 同名のものが複数伝わる。 |
| 小朝拝・朔旦冬至図屏風     |                            |                |                                                    |                                    |                        |                                  | 個人                                |                  |                          |
| 月次風俗図屏風             |                            |                |                                                    |                                    |                        |                                  | 個人                                |                  |                          |
| 普照国師像                 | 絹本著色                   | 1幅            |                                                    |                                    |                        |                                  | 泉岳寺                              | 港区指定文化財   | 高泉性潡賛               |
| 牡丹猫・粟穂鶉図           | 絹本著色                   | 双幅           |                                                    |                                    |                        |                                  | 相国寺                              |                  |                          |
| 寛文美人図                 |                            | 1幅            |                                                    |                                    | 「土佐将監光起筆」     |                                  | 高津古文化会館                      |                  |                          |
| 桜楓に短冊図               | 絹本著色                   | 六曲一双       | 144x286（各）                                      |                                    |                        |                                  | シカゴ美術館                        |                  |                          |

1. ↑  「乾父坤母／一視同仁／家君壽影／於我尤親／山崎嘉謹賛」[2]
2. ↑  『徒然草』第137段のみを4場面にして絵画化。詞書は無く、土佐光貞の極状が付属。
3. ↑  江月宗玩の裏書によると、本図は承応3年（1654年）制作の原本が損傷したため、貞享5年に模写したもの。賛文は大慈院第2世藍渓宗瑛の撰で、筆者はその法孫の大仲宗潙[5]。
4. ↑  外題は常子内親王、詞書は関白近衛基熙ら公卿や親王25名の寄合書。上巻は三村明神この地に鎮座した由来、中巻は行基の行状、下巻は空海や空也と当社との関係を描く。特に中巻は、行基の誕生から幼少児の逸話、および剃髪後の布教活動や社会事業に挺身する姿、さらに三村明神の神託を受け薬師を本尊とした神宮寺を建立する次第など、実質行基の行状絵伝とも言うべき内容となっている。奥書によれば近衛基煕を施主とし、天正年間に焼けた縁起の断簡をもとに、光起が新たに写したと記される。堺市博物館に丹念な白描の下絵3巻が残る（大阪府指定文化財）。
5. ↑  落款の字が弱く印章も類例が余り無いため、真筆ではないとする意見もある[要出典]。千鳥が333羽描かれており、このゾロ目の数字に意味があるとも考えられる[要出典]。
6. ↑  御簾越しであるかのよな緑の線が画面を満遍なく覆っている。

## 官歴
『地下家伝』による。
- 承応3年（1654年） 3月10日：従五位下、左近衛将監
- 延宝9年（1681年） 5月29日：出家（法名は常昭）、法橋
- 貞享2年（1685年） 4月12日：法眼
- 元禄4年（1691年） 9月25日：卒去

## 参考資料
- 佐々木丞平編 『日本の美術 江戸絵画Ⅰ（前期）』 至文堂、1983年
- 『週刊朝日百科　世界の美術124 江戸時代前期の絵画Ⅰ』朝日新聞社、1980年
- 正宗敦夫編『地下家伝』日本古典全集刊行会、1938年

展覧会図録
- 『土佐派の絵画』 サントリー美術館、1982年
- 知念理編集 『特別陳列 土佐光起生誕400年 近世やまと絵の開花 ー和のエレガンスー』 大阪市立美術館、2017年9月2日